# Municipio de Wentworth (Carolina del Norte)
El municipio de Wentworth (en inglés: Wentworth Township) es un municipio ubicado en el  condado de Rockingham en el estado estadounidense de Carolina del Norte. En el año 2010 tenía una población de 8.825 habitantes.

## Geografía
El municipio de Wentworth se encuentra ubicado en las coordenadas 36°25′12.49″N 79°44′35.12″O / 36.4201361, -79.7430889.